# Bowerston
Bowerston és una vila dels Estats Units a l'estat d'Ohio. Segons el cens del 2000 tenia 414 habitants.

## Demografia
Segons el cens del 2000, Bowerston tenia 414 habitants, 145 habitatges, i 100 famílies. La densitat de població era de 313,4 habitants/km².
Dels 145 habitatges en un 35,2% hi vivien nens de menys de 18 anys, en un 53,1% hi vivien parelles casades, en un 12,4% dones solteres, i en un 31% no eren unitats familiars. En el 27,6% dels habitatges hi vivien persones soles l'11,7% de les quals corresponia a persones de 65 anys o més que vivien soles. El nombre mitjà de persones vivint en cada habitatge era de 2,5 i el nombre mitjà de persones que vivien en cada família era de 3,06.
Per edats la població es repartia de la següent manera: un 24,2% tenia menys de 18 anys, un 9,2% entre 18 i 24, un 23,9% entre 25 i 44, un 19,8% de 45 a 60 i un 22,9% 65 anys o més.
L'edat mediana era de 39 anys. Per cada 100 dones de 18 o més anys hi havia 80,5 homes.
La renda mediana per habitatge era de 35.000 $ i la renda mediana per família de 42.083 $. Els homes tenien una renda mediana de 28.036 $ mentre que les dones 16.932 $. La renda per capita de la població era de 15.267 $. Aproximadament l'1,9% de les famílies i el 6,5% de la població estaven per davall del llindar de pobresa.

## Poblacions més properes
El següent diagrama mostra les poblacions més properes.